# Spathius aphenges
Spathius aphenges är en stekelart som beskrevs av Matthews 1970. Spathius aphenges ingår i släktet Spathius och familjen bracksteklar. Inga underarter finns listade i Catalogue of Life.